# Збройні сили Уганди
Народні сили оборони Уганди (англ. Uganda People's Defence Force) — сукупність військ Республіки Уганда, призначена для захисту свободи, незалежності і територіальної цілісності держави. Складаються з сухопутних військ та повітряних сил.

## Загальні відомості
Збройні сили Уганди комплектуються добровольцями 18-25 років, які повинні бути неодруженими і не мати дітей. Мінімальний термін служби складає 9 років.

## Склад збройних сил

### Повітряні сили
За даними журналу FlightGlobal, станом на 2020 рік, на озброєнні повітряних сил Уганди були 10 бойових, 2 транспортних, 12 навчально-тренувальних літаків і 26 багатоцільових і бойових вертольотів.
| Тип        | Виробництво    | Призначення                  | Кількість | Примітки |        |
| Літаки     | Літаки         | Літаки                       | Літаки    | Літаки   | Літаки |
| ---------- | -------------- | ---------------------------- | --------- | -------- | ------ |
| МиГ-21     | СРСР           | винищувач                    | 5         |          |        |
| Су-30МК2   | Росія          | винищувач                    | 5         |          |        |
| Cessna 208 | США            | транспортний літак           | 2         |          |        |
| L-39       | Чехословаччина | навчально-бойовий літак      | 8         |          |        |
| SF.260     | Італія         | навчально-тренувальний літак | 4         |          |        |
| Вертольоти |                |                              |           |          |        |
| Bell 206   | США            | багатоцільовий вертоліт      | 6         |          |        |
| Ми-17      | СРСР           | багатоцільовий вертоліт      | 10        |          |        |
| Ми-24      | СРСР           | транспортно-бойовий вертоліт | 5         |          |        |
| UH-1H      | США            | багатоцільовий вертоліт      | 5         |          |        |

Розпізнавальний знак
Знак на кіль